# Хаусзёммерн
Хаусзёммерн (нем. Haussömmern) — община в Германии, в земле Тюрингия.
Входит в состав района Унструт-Хайних. Подчиняется управлению Бад Теннштедт. Население составляет 235 человек (на 31 декабря 2010 года). Занимает площадь 6,42 км².